# Бенбитур, Ахмед
Ахмед Бенбитур (араб. أحمد بن بيتور‎) — государственный и политический деятель Алжира. С 1999 по 2000 год занимал должность премьер-министра страны.

## Биография
Родился 20 июня 1946 года в алжирском городе Метлили. В 1970 году окончил Университет Алжира, имеет ученую степень в области математики. В 1973 году защитил диплом по теме исследований в области статистики. С 1975 по 1979 год являлся профессором Национального института планирования и статистики, а также профессором Национального института производительности и промышленного развития. В 1984 году получил ученую степень доктора философии.
В 1990-е годы перешёл работать на государственную службу Алжира. С 1992 по 1993 год был заместителем министра казначейства. С 1993 по 1994 год — министр энергетики. С 1994 по 1996 год — министр финансов. С 1998 по 1999 год стал сенатором в парламенте Алжира. С 23 декабря 1999 по 26 августа 2000 года занимал должность премьер-министра Алжира. На этом посту сумел достичь договоренностей с Международным валютным фондом (МВФ), Парижским клубом и Лондонским клубом. Является автором следующих публикаций: «l’expérience algérienne de développement: 1962—1991», «L’Algérie au 3ème millénaire» и «Défis et potentialités».